# Bouvardia borhidiana
Bouvardia borhidiana är en måreväxtart som beskrevs av Lozada-pérez. Bouvardia borhidiana ingår i släktet Bouvardia och familjen måreväxter. Inga underarter finns listade i Catalogue of Life.